# Michael Tomasello
Michael Tomasello (* 18. Januar 1950 in Bartow, Florida, USA) ist ein amerikanischer Anthropologe und Verhaltensforscher.

## Wissenschaftlicher Werdegang
Nach seinem Studium der Psychologie an der Duke University und Promotion in Experimentalpsychologie an der University of Georgia lehrte er von 1980 bis 1998 an der Emory University Psychologie, wo er seit 1982 auch am Yerkes National Primate Research Center arbeitete. Von 1998 bis 2018 war er Co-Direktor am Max-Planck-Institut für evolutionäre Anthropologie in Leipzig, wo er das Wolfgang-Köhler-Primaten-Forschungszentrum leitete. Von 1999 bis 2018 war er Honorarprofessor an der Universität Leipzig.

## Geteilte Intentionalität
Michael Tomasello beschäftigt sich mit der Evolution der menschlichen Sprache, auch um den Unterschied zwischen Menschen und Tieren zu beschreiben. Dies führte zu der Entwicklung des Konzeptes der geteilten Intentionalität (shared intentionality oder auch Wir-Intentionalität):
- Es gibt drei grundlegende Motive für Kommunikation (auch sog. kooperative/soziale Motivationen): Auffordern, Informieren, Teilen (Arbeit, Nahrung, Gefühle, Einstellungen).
- Die menschliche sprachliche Kommunikation ist aus der gestischen Kommunikation hervorgegangen.
- Es gibt prinzipiell zwei verschiedene Arten gestisch zu kommunizieren, Zeigegesten und ikonische Gesten. Ikonische Gesten wurden in der phylogenetischen Entwicklung des Menschen durch Sprache ersetzt, Zeigegesten werden zusätzlich verwendet.
- Die gestische Kommunikation setzt ein Verstehen der Intentionen des Gegenübers voraus. Das Auffordern erfordert hierbei lediglich das empraktische Verständnis der subjektiven Intentionen des Gegenübers, Informieren und Teilen hingegen erfordern eine geteilte Intentionalität, mit anderen zusammen an kooperativen Aktivitäten mit geteilten Zielen und gemeinsamen Absichten teilzunehmen. Menschenaffen können Intentionen von anderen Affen und Menschen erfassen und kommunizieren gestisch, um aufzufordern. Aber nur Menschen kommunizieren zum Zweck des Informierens und des Teilens, weil nur sie Intentionen aufeinander abstimmen.
- Das Teilen führte zu einem starken Gruppenzusammenhalt. Gruppenselektionsdruck führte zur Bildung von Gruppennormen.

Konventionale Sprachen gingen aus der gestischen Kommunikation hervor, wobei Zeigegesten weiter die sprachliche Kommunikation ergänzen. Ikonische Gesten wurden durch sprachliche Äußerungen ersetzt. Durch eine Drift (Gesten werden durch mangelndes Verständnis des gemeinsamen Hintergrunds in der Gemeinschaft falsch interpretiert, wobei sich nach und nach eine neue Bedeutung der Gesten durchsetzte) veränderten sich die Bedeutungen von Gesten, weg von einer natürlichen hin zu einer arbiträren Bedeutung.
Die Evolution von der auffordernden Kommunikation über die informierende Kommunikation zur teilenden Kommunikation ging einher mit einer zunehmenden Komplexität der zugehörigen Grammatiken. Seine Theorie steht im Gegensatz zur angeborenen Universalgrammatik bei Noam Chomsky, da für ihn das Sprechen nur ein Fall von Kooperation und Kommunikation ist.
Das Konzept beruht u. a. auf umfangreichen empirischen Studien zur Kommunikation von Menschenaffen, dem Spracherwerb von Kindern und der Gehörlosenkommunikation.

## Auszeichnungen und Mitgliedschaften
- Michael Tomasello ist seit 2001 Mitglied der Leopoldina.[7]

- 2004 erhielt er den Internationalen Preis der Fyssen-Stiftung.[8]

- 2006 wurde er mit dem Jean-Nicod-Preis ausgezeichnet, 2009 mit dem Hegel-Preis der Stadt Stuttgart und dem Oswald-Külpe-Preis der Universität Würzburg.

- 2010 wurde ihm zusammen mit Timothy G. Bromage der Max-Planck-Forschungspreis zuerkannt.

- 2011 zeichnete ihn die Jacobs Foundation mit dem Klaus J. Jacobs Forschungspreis aus, und von der British Academy erhielt er den Wiley Prize in Psychology.[9]

- 2014 wurde er mit dem erstmals verliehenen Wiesbadener Helmuth-Plessner-Preis geehrt[10] und war Inhaber der Albertus-Magnus-Professur an der Universität zu Köln.

- 2015 erhielt er den Distinguished Scientific Contribution Award der American Psychological Association (APA), der zugleich die höchste wissenschaftliche Auszeichnung dieser Gesellschaft ist.[11]

- 2016 erhielt er die Ehrendoktorwürde der Universität Leipzig.[12]

- 2017 wurde er in die American Academy of Arts and Sciences und die National Academy of Sciences gewählt.

- 2020 erfolgte die Aufnahme in den Orden Pour le Mérite.[13]

- 2010 und 2018 wurde er mit dem Eleanor Maccoby Book Award in Developmental Psychology ausgezeichnet.[14]

- Für 2022 wurden ihm der Rumelhart-Preis und der Human Roots Award zugesprochen.

## Publikationen (Auswahl)
- Primate Cognition. mit Josep Call. Oxford University Press, 1997. ISBN 978-0-19-510624-4.
- Die kulturelle Entwicklung des menschlichen Denkens. Zur Evolution der Kognition. Suhrkamp, Frankfurt am Main 2006. ISBN 978-3-518-29427-7.
- Constructing a Language: A Usage-Based Theory of Language Acquisition. Harvard University Press, 2005. ISBN 978-0-674-01764-1.
- Die Ursprünge der menschlichen Kommunikation. Suhrkamp, Frankfurt am Main 2011. ISBN 978-3-518-29604-2. (Originaltitel: Origins of Human Communication.)
- Warum wir kooperieren. Suhrkamp Verlag Berlin 2010. ISBN 978-3-518-26036-4. (Originaltitel: Why We Cooperate)
- Eine Naturgeschichte des menschlichen Denkens, Berlin : Suhrkamp 2014, ISBN 978-3-518-58615-0. (Original: A Natural History of Human Thinking).[15]
- Eine Naturgeschichte der menschlichen Moral, aus dem Amerikanischen von Jürgen Schröder (Im Original erschienen unter dem Titel A Natural History of Human Morality) (Harvard University Press), Suhrkamp, Berlin 2016, ISBN 978-3-518-58695-2.
- Becoming Human : A Theory of Ontogeny. Harvard University Press 2019. ISBN 0-674-98085-9. (dt.: Mensch werden : eine Theorie der Ontogenese. Suhrkamp 2020. ISBN 978-3-518-58750-8.)
- The Evolution of Agency: Behavioral Organization from Lizards to Humans. The MIT Press 2022. (dt.: Die Evolution des Handelns: Von den Eidechsen zum Menschen. Suhrkamp 2024. ISBN 978-3-518-58812-3.)